# John Powell (pianista)
John Powell   (Richmond, 6 de setembre de 1882 - Charlottesville, 15 d'agost de 1963) va ser un pianista, etnomusicòleg i compositor estatunidenc. Va ajudar a fundar el "White Top Folk Festival", que va promoure la música de la gent de les Muntanyes Apalatxes.
Creient ferm en la segregació i en el Supremacisme blanc, Powell també va ajudar a fundar els Clubs anglosaxons d'Amèrica, que aviat van tenir nombrosos llocs a Virgínia. Va contribuir a la redacció i aprovació de la Llei d'integritat racial de 1924, que va institucionalitzar la "regla d'una gota" classificant-se com a negres (colorits) amb ascendència africana.
Batxiller en arts el 1901, va estudiar els principis de la música privadament; piano i harmonia amb el professor F. C. Hahr de Richmond, i ampliació en piano amb Teodor Leszetycki, de Viena, i composició amb Karel Navrátil, en la mateixa capital austríaca. Com a pianista debutà a Berlín el 1907 i després donà concerts a Viena, París, Londres entre d'altres ciutats importants d'Europa.
Entre les seves composicions, cal citar les següents:
- In the South, suite per a piano (1909);
- Variacions i doble fuga (1911);
- At the fair, suite (1912);
- Sonata psicològica (1913);
- Concert per a violí, en mi major (1904), i 24 volums comprenent sonates per a piano. per a piano i violí, quartets de corda i oratoris, drames simfònics, etc.